# Union nationale des cyclistes professionnels
L'union nationale des cyclistes professionnels (UNCP) est un syndicat français de coureurs cyclistes professionnels.

## Histoire
L'UNCP est fondée le 27 février 1957 : l'acte de fondation est signé par Louison Bobet en présence de son frère Jean Bobet.

### Responsables successifs
Les présidents successifs de l'UNCP ont été :
- Henri Anglade
- Albert Bouvet
- Michel Nédélec
- Jacques Anquetil
- Jacques Mourioux
- Cyrille Guimard
- André Chalmel
- Marcel Tinazzi
- Guy Gallopin
- Jean Claude Ducasse
- Pascal Chanteur (depuis 2008)[2].

Parmi les différents vice-présidents, secrétaires généraux ou trésoriers du passé on peut citer : Lucien Aimar, Marcel Boishardy, Patrick Cluzaud, Roger Legeay, Jean-Marie Leblanc, René Mathivet, Michel Nédélec, Jean-François Pescheux et Michel Rousseau, Michel Scob.